# عدنان انجيليه
عدنان إنجيله فنان تشكيلي ونحات سوري من مواليد 1928/م، درس في سورية واكمل دراسة النحت في القاهرة قدم عدد من المعارض لأعماله عمل مدرسًا للفنون الجميلة في ثانويات دمشق وفي دور المعلمين، له العديد من الأعمال المميزة. أعماله موجودة في متاحف سوريا وفي الكويت ومصر. نال الجائزة الأولى عن تمثاله - الدرزية الحسناء - موجود في متحف دمشق الوطني وكان ذلك قبل دراسته للنحت في كلية الفنون.

## مسيرة حياته
قرر عدنان انجيلة بعد دراسته في معهد إعداد المعليمن في دمشق التدريس في الكويت، ثم بعد ذلك الالتحاق بالأكاديمية الإيطالية للفنون، وفي هذه الأثناء إتصل به أستاذه محمود جلال، ليخبره بسرعة العودة إلى دمشق للالتحاق بالمسابقة في الابتعاث الحكومي.
عاد إلى دمشق والتحق بالمسابقة وحصل على المرتبة الأولى وقرر السفر إلى روسيا - موسكو. ولظروف عائلية خاصة ونظرا لأنه وحيدا لوالدته، تبادل مركزه الأول مع صاحب المركز الثاني الأستاذ عبد المنان شما، وسافر إلى حمص وأعطاه الملابس الشتوية والروبل الروسي الذي كان قد صرفه بقصد السفر إلى روسيا وتحول سفره نحو القاهرة بدلا عن عبد المنان شما  الذي كان قد حصل على المركز الثاني بالمسابقة وسافر عبد المنان شما إلى روسيا.
في القاهرة تتلمذ على يد  جمال السجيني وصلاح عبد الكريم، وزامل نخبة من المبدعين السوريين والعرب الذي قادوا لاحقا الحركة التشكيلية العربية، ومن الزملاء مهندس الديكور يحيى العظم، ونصير شورى، وممدوح قشلان لاحقا والموسيقي الفلسطيني هاني شموط والفنان أسعد فضة في مجال التمثيل، ومن المصريين الفنان التشكيلي حسام غربية.
عاد إنجيله إلى دمشق على أمل إحياء الحركة التشكيلية مع زملائه، وكان مرشحا من قبل العديد لعمادة كلية الفنون الجميلة بدمشق.
بعد وفاة زوجته الأولى «منيرة الأتاسي» (وقد رزق منه بابنه سلام وهو روائي وقاص)، تعرض لأزمة نفسية حادة وأغلق مرسمه في أبو رمانة على مدى ثلاث سنوات، وتوقف تمثالي العامل والجندي عن العمل. وكاد يتعرض لغرامة تأخير. عاد بتحفيز من صديقه الفلسطيني إسماعيل النجار وعدد من الأصدقاء إلى مرسمه ليكمل العمل الفني التمثال الذي بات موجودا في زاوية مبنى اتحاد نقابات العمال في دمشق.
تزوج إنجيله ثانية من ربة منزل - هناء النابلسي - وأنجب منها أربعة بلال ومنال وفواز وإيناس. أقام عدنان ما بين 1973 إلى 2000 م في المملكة العربية السعودية، ولم يقم خلالها أي معرض.
لذلك تعتبر الفترة الذهبية لإنتاج هذا الفنان المبدع السوري كلها قبل 1973، وربما كانت حتى وفاة زوجته منيرة الأتاسي.
تسلطت بقعة ضوء قوية على فن عدنان إنجيله وموهبته على إثر حصول تمثاله - الدرزية الحسناء - الذي هو موجود الآن في متحف دمشق الوطني. وتتلمذ في ذلك الوقت هو وزميله عميد الفن التشكيلي السوري من الرعيل الأول ممدوح قشلان على يدي أستاذه الجزائري محمود جلال وسانده في تماثيل قصر العظم - متحف التقاليد الشعبية في دمشق القديمة.
ظهرت موهبة عدنان إنجيله مبكرا، وعلى الرغم من يتمه، وفقده لوالده المقاول عبد السلام إنجيله، باكرا في سن التاسعة، إلا أن والدته السيدة الفاضلة - خديجة أبو العنب، يرجع نسب والدتها، نظيرة أم كامل ستيتية، لآل البيت عليهم السلام.
ولم تبخل عليه والدته لإكمال تعليمه على أتم وجه وسعدها ما تبقى من إرث والده لتربيته هو واخواته فاطمة أم هيثم وحسناء أم حسان، وكانت أسرة إنجيله من العائلات السورية الدينية المحافظة جدا، حيث لديهم مسجد أثري ومن ضمن أول أربع عائلات أسلمت على يدي خالد بن الوليد - حيث أنهم قيسين من تغلب، وكانت تغلب موالية للرومان وتدين بالنصرانية ومنذ القرن الأول الهجري لم يتغير اسم العائلة.
عارض العديد من أعمام الأستاذ عدنان إنجيله، اتجاهه للفن ولا سيما النحت في تلك الفترة المبكرة من تاريخ الحركة التشكيلية والفنية السورية.
قدم إنجيله للفن السوري الشيء الكثير وكان أستاذاً وراعياً للعديد من المواهب الشابة التي تقصد مرسمه في منطقة أبو رمانة بدمشق.
ومن تلامذته في دمشق : عيدي يعقوبي، الذي هاجر إلى فرنسا، والمهندس أمير أوضه باشي الذي درس لاحقا الديكور وفي الرياض : فهد الربيق. وغيرهم من التلاميذ في كل من الكويت والقاهرة ودمشق وحمص وفرنسا والصومال والجزائر، للاستاذ الكبير عدنان أنجيلة تلاميذ وطلاب في الكثير من الدول.
قدم عدنان إنجيله برنامجاً تلفزيونياً خاصاً عن الفن التطبيقي في سورية وتوقف على إثر سفره للمملكة العربية السعودية.